# Adalung
Adalung (mort le 25 juillet 837) est évêque d'Eichstätt de 822 à sa mort.

## Biographie
Adalung est comme son prédécesseur probablement aussi de la maison de Roning. Dans un document à l'état fragmentaire, il est établi par l'empereur Louis le Pieux le 20 août 828 et participe à quelques synodes dans l'empire. La date de sa mort provient du pontifical de Gundekar.

## Source, notes et références
- Alfred Wendehorst: Das Bistum Eichstätt. Band 1: Die Bischofsreihe bis 1535 (= Germania Sacra. Neue Folge, 45). De Gruyter, Berlin 2006,  (ISBN 978-3-11-018971-1), S. 32–33 (Numérisation)